# Mandevilla xerophytica
Mandevilla xerophytica är en oleanderväxtart som beskrevs av J.F.Morales. Mandevilla xerophytica ingår i släktet Mandevilla och familjen oleanderväxter. Inga underarter finns listade i Catalogue of Life.